# Renato Bonifaz
Julio Renato Bonifaz Oporto (Lima, 25 de enero de 1980) es un actor peruano. 
Estudió actuación en el Taller de formación actoral de Roberto Ángeles y en los talleres de actuación, voz y cuerpo de Joaquín Vargas. Llevó cursos de canto con Denisse Dibós y Jacqueline Terry. Participó en diversas producciones teatrales como el clásico Don Juan Tenorio y los musicales Don Quijote de la Mancha, Cabaret y El musical 2010. También actuó en Soundtrack: Maldita fama al lado de Erika Villalobos y Alexandra Graña.
En mayo de 2011 actuó en el musical Casi normal como Gabe Goodman, y en junio integró el elenco del musical Altar Boyz, dirigido por Raúl Zuazo. Seguidamente protagonizó la miniserie La fuerza. Durante 2011–12 actuó en la telenovela Corazón de fuego.
En 2017–18 actuó en la telenovela Te volveré a encontrar donde también interpreta el tema principal.

## Créditos

### Teatro
- Don Juan Tenorio (2008)
- Don Quijote de la Mancha, el musical (2008) varios roles.
- Soundtrack: Maldita fama (2010)
- La jaula de las locas (2010)
- Cabaret (2009) como Bobby/Marinero 2/Nazi.
- El musical 2010 (2010)
- Casi normal (2011) como Gabriel "Gabe" Goodman.
- Altar Boyz (2011) como Mateo.
- La chica de la torre de marfil (2013)
- Grease (2014) como Danny Zuko
- Desnudos (2025) como Rodrigo

### Televisión
- La fuerza (2011) como Capitán Gálvez.
- El gran show (2011), concursante, 10° puesto.
- Corazón de fuego (2011–12) como Roque Sandoval.
- Solamente milagros (2013), 1 episodio como Nelson.
- Cholo powers (2013-14) como Reinaldo.
- Al fondo hay sitio (2014) como Mauricio.
- Amor de madre (2015) como Pablo "El Griego".
- Valiente amor (2016) como Comandante Gerson Jiménez.
- Colorina (2017) como Damián Zaldívar.
- Te volveré a encontrar (2018) como Elíseo Farfán.
- La otra orilla (2020) como Eduardo Vivanco.
- Vida & Hogar (2020-2022) conductor
- Luz de luna (2023) como Roberto «Bobby» Chipén.
- Luz de esperanza (2023-2024) como Roberto «Bobby» Chipén.
- Conversación en La Catedral ( ) como Ludovico.